# Har Hevron
Il consiglio regionale di Har Hevron (in ebraico מועצה אזורית הר חברון‎?, Mo'atza Azorit Har Hevron) è un consiglio regionale israeliano nell'area meridionale delle colline della Giudea del monte Hebron, nella parte meridionale della Cisgiordania, che gestisce gli insediamenti israeliani della Palestina occupata. La sede centrale si trova adiacente a Otniel. Il consiglio è stato istituito nel 1983. Il presidente del consiglio è Yochay Damri.
Anche se Kiryat Arba si trova fisicamente nel territorio del consiglio regionale di Har Hevron, è una città indipendente.
Tre degli insediamenti - Eshkolot, Sansana e Beit Yatir - sono dalla parte israeliana della barriera di separazione israeliana.
Il consiglio fornisce vari servizi municipali ad Adora, Abigail, Beit Hagai, Beit Yatir, Carmel, Eshkolot, Livne, Ma'ale Hever, Ma'on, Mitzpe Asa'el, Negohot, Otniel, Sansana, Shim'a, Susya, Telem e Teneh Omarim.